# Premjer-liha 2021/2022
VBET Liha 2021/2022 byl 14. ročník ukrajinské Premjer-lihy. Soutěž hrálo 16 týmů, oproti minulému ročníku tedy počet stoupl o dva týmy. Soutěž začala 21. července 2021 a měla skončit 21. května 2022.
Dne 24. února 2022 byla soutěž pozastavena z důvodu ruské invaze na Ukrajinu. Dne 26. dubna 2022 se rozhodlo o předčasném ukončení sezóny 2021/2022. Turnajová tabulka je pevná k 24. únoru 2022, ale výherci nebyli oceněni.

## Týmy
Podle výsledků předchozí sezóny sestoupil FC Minaj, zatímco Veres, Černomorec a Metalist 1925 postoupily z první ligy do Premjer-lihy. Dne 9. července 2021, dva týdny před začátkem nové sezóny, však Olimpik Doněck, který v předchozí sezóně obsadil 13. místo, oznámil odstoupení ze soutěže (nahradil ho FC Minaj).
| Týmy                | Stadiony                                       | Kapacita             |
| ------------------- | ---------------------------------------------- | -------------------- |
| FK Veres Rivne      | Stadion Avanhard (Luck)                        | 12 080               |
| FK Vorskla Poltava  | Stadion Vorskla                                | 23 842               |
| SFK Desna Černihiv  | Stadion imeni Jurije Haharina                  | 12 060               |
| FK Dynamo Kyjev     | NSK Olympijskyj Stadion Dynamo                 | 70 050 16 873        |
| SK Dnipro-1         | Dnipro-Arena Stadion Čornomorec                | 31 003 34 164        |
| FK Zorja Luhansk    | Slavutyč Arena                                 | 11 883               |
| FK Inhulec Petrove  | Stadion Zivka Stadion Dynamo                   | 13 305 16 873        |
| FK Kolos Kovalivka  | Stadion Kolos                                  | 5050                 |
| FK Lviv             | Arena Lviv Ternopislký městský stafion         | 34 512 15 150        |
| FK Mariupol         | Stadion imeni Volodymyra Vojka Stadion Kolos   | 12 680 5050          |
| Metalist 1925       | NSK Metalist                                   | 40 003               |
| FK Minaj            | Stadion Avanhard (Užhorod)                     | 12 000               |
| FK Oleksandrija     | KSK Nika                                       | 7000                 |
| FK Ruch Lvov        | Arena Lviv                                     | 34 512               |
| FK Černomorec Oděsa | Stadion Čornomorec Dnipro-Arena Stadion Dynamo | 34 164 31 003 16 873 |
| FK Šachtar Doněck   | NSK Olympijskyj                                | 70 050               |

## Tabulka
Tabulka je aktuální k 24. únoru 2022.
| Poř. | Tým                     | Z  | V  | R | P  | VG | OG | B  |
| ---- | ----------------------- | -- | -- | - | -- | -- | -- | -- |
| 1.   | FK Šachtar Doněck       | 18 | 15 | 2 | 1  | 49 | 10 | 47 |
| 2.   | FK Dynamo Kyjev (C)     | 18 | 14 | 3 | 1  | 47 | 9  | 45 |
| 3.   | SK Dnipro-1             | 18 | 20 | 1 | 4  | 35 | 17 | 40 |
| 4.   | FK Zorja Luhansk        | 18 | 13 | 3 | 4  | 37 | 19 | 36 |
| 5.   | FK Vorskla Poltava      | 18 | 11 | 6 | 3  | 30 | 18 | 33 |
| 6.   | FK Oleksandrija         | 18 | 9  | 5 | 6  | 19 | 16 | 26 |
| 7.   | SFK Desna Černihiv      | 18 | 7  | 4 | 7  | 22 | 27 | 25 |
| 8.   | FK Kolos Kovalivka      | 18 | 7  | 3 | 8  | 14 | 23 | 24 |
| 9.   | FK Veres Rivne (N)      | 18 | 7  | 5 | 7  | 15 | 20 | 23 |
| 10.  | Metalist 1925 (N)       | 18 | 6  | 1 | 11 | 17 | 29 | 19 |
| 11.  | FK Ruch Lvov            | 17 | 4  | 6 | 7  | 16 | 21 | 18 |
| 12.  | FK Lviv                 | 18 | 4  | 5 | 9  | 14 | 30 | 17 |
| 13.  | FK Černomorec Oděsa (N) | 18 | 3  | 5 | 10 | 20 | 40 | 14 |
| 14.  | FK Inhulec Petrove      | 17 | 3  | 4 | 10 | 13 | 28 | 13 |
| 15.  | FK Minaj                | 18 | 1  | 7 | 10 | 12 | 30 | 10 |
| 16.  | FK Mariupol             | 18 | 2  | 2 | 14 | 21 | 44 | 8  |

Poznámky:
- Z = Odehrané zápasy; V = Vítězství; R = Remízy; P = Prohry; VG = Vstřelené góly; OG = Obdržené góly; B = Body
- (N) = nováček (předchozí sezónu hrál nižší soutěž a postoupil), (C) = obhájce titulu

|  | Přímý postup do Ligy mistrů                  |
|  | Přímý postup do Evropské ligy                |
|  | Postup do play-off Evropské konferenční ligy |
|  | Sestup, nebo odstoupení do Perša liha        |

## Statistiky

### Hattricky
Seznam hráčů, kterým se podařilo během utkání vstřelit tři branky do soupeřovy sítě:
| Hráč               | Tým              | Datum            | Kolo | Soupeř             | Výsledek |
| ------------------ | ---------------- | ---------------- | ---- | ------------------ | -------- |
| Vladyslav Kočerhin | FK Zorja Luhansk | 2. srpna 2021    | 2.   | FK Inhulec Petrove | 5:1      |
| Šahab Zahedi       | FK Zorja Luhansk | 7. listopad 2021 | 14.  | FK Veres Rivne     | 3:0      |